# Иракара
Иракара (порт. Iraquara)  —  муниципалитет в Бразилии, входит в штат Баия. Составная часть мезорегиона Северо-центральная часть штата Баия. Входит в экономико-статистический микрорегион Иресе. Население составляет 19 303 человека на 2006 год. Занимает площадь 800,332 км². Плотность населения — 24,1 чел./км².

## Статистика
- Валовой внутренний продукт на 2003 год составляет 30 439 974,00 реалов (данные: Бразильский институт географии и статистики).
- Валовой внутренний продукт на душу населения на 2003 год составляет 1614,17 реалов (данные: Бразильский институт географии и статистики).
- Индекс развития человеческого потенциала на 2000 год составляет 0,605 (данные: Программа развития ООН).